# Тажикабад
Тажикабад (кирг. Тажикабад) — село в Кара-Сууском районе Ошской области Кыргызстана. Входит в состав Наримановского айылного аймака.

## География
Село расположено в северо-западной части области, на расстоянии приблизительно 10 километров (по прямой) к юго-западу от города Кара-Суу, административного центра района.

## Население
Согласно оценочным данным Национального статистического комитета Кыргызской Республики, численность населения села на начало 2023 года составляла 2423 человека.
| год     | 2009 | 2014 | 2015 | 2020 | 2021 | 2023 |
| ------- | ---- | ---- | ---- | ---- | ---- | ---- |
| человек | 2296 | 2275 | 2315 | 2290 | 2320 | 2423 |